# Ära ske Herren! Vår hjälpare Herren är vorden
Ära ske Herren! Vår hjälpare Herren är vorden är en psalmtext av Johan Olof Wallin som ingick i Wallins förslag till ny psalmbok 1816 under rubriken Psalm i ofärdstid och bön för konungen.
Psalmen sjungs till samma melodi som Herren, vår Gud, är en konung i makt och i ära. Vers 4, Lycka ske konungen, ersätter Kungssången vid kyrkliga ceremonier.
|  |
|  |

## Publicerad i
- Sionstoner 1935 som nr 761 under rubriken "Konung och fosterland".
- 1937 års psalmbok som nr 511 under rubriken "Ofärdstider" vers 1-6.
- Psalmer för bruk vid krigsmakten 1961 som nr 511 verserna 4-6.
- Lova Herren 1988 som nr 793 under rubriken "Land och folk."